# Tomoki Iwata
Tomoki Iwata (岩田 智輝?, Iwata Tomoki; Usa, 7 aprile 1997) è un calciatore giapponese, difensore del Birmingham City.

## Caratteristiche tecniche
È un difensore centrale.

## Carriera

### Club
Ha giocato nella prima divisione giapponese ed in quella scozzese, oltre che nella seconda divisione inglese.

### Nazionale
Nel 2019 viene convocato con la nazionale giapponese per la Copa América.

## Statistiche

### Presenze e reti nei club
Statistiche aggiornate al 3 giugno 2023.
| Stagione                   | Club                       | Campionato                 | Campionato | Campionato | Coppe nazionali | Coppe nazionali | Coppe nazionali | Coppe continentali | Coppe continentali | Coppe continentali | Supercoppe | Supercoppe | Supercoppe | Totale | Totale |
| Stagione                   | Club                       | Comp                       | Pres       | Reti       | Comp            | Pres            | Reti            | Comp               | Pres               | Reti               | Comp       | Pres       | Reti       | Pres   | Reti   |
| -------------------------- | -------------------------- | -------------------------- | ---------- | ---------- | --------------- | --------------- | --------------- | ------------------ | ------------------ | ------------------ | ---------- | ---------- | ---------- | ------ | ------ |
| 2015                       | Oita Trinita               | J2                         | 0          | 0          | CI              | 1               | 0               |                    | -                  | -                  |            | -          | -          | 1      | 0      |
| 2016                       | Oita Trinita               | J3                         | 24         | 1          | CI              | 1               | 0               |                    | -                  | -                  |            | -          | -          | 25     | 1      |
| 2017                       | Oita Trinita               | J2                         | 12         | 0          | CI              | 0               | 0               |                    | -                  | -                  |            | -          | -          | 12     | 0      |
| 2018                       | Oita Trinita               | J2                         | 20         | 0          | CI              | 1               | 1               |                    | -                  | -                  |            | -          | -          | 21     | 1      |
| 2019                       | Oita Trinita               | J1                         | 27         | 4          | CdL+CI          | 3+1             | 0               |                    | -                  | -                  |            | -          | -          | 31     | 4      |
| 2020                       | Oita Trinita               | J1                         | 30         | 2          | CdL+CI          | 1+0             | 0               |                    | -                  | -                  |            | -          | -          | 31     | 2      |
| Totale Oita Trinita        | Totale Oita Trinita        | Totale Oita Trinita        | 113        | 7          |                 | 8               | 1               |                    | -                  | -                  |            | -          | -          | 121    | 8      |
| 2021                       | Yokohama F·Marinos         | J1                         | 34         | 0          | CdL+CI          | 7+1             | 1+0             |                    | -                  | -                  |            | -          | -          | 42     | 1      |
| 2022                       | Yokohama F·Marinos         | J1                         | 32         | 2          | CdL+CI          | 0+1             | 0               | ACL                | 7                  | 0                  |            | -          | -          | 40     | 2      |
| Totale Yokohama F. Marinos | Totale Yokohama F. Marinos | Totale Yokohama F. Marinos | 66         | 2          |                 | 9               | 1               |                    | 7                  | 0                  |            | -          | -          | 82     | 3      |
| gen.-giu. 2023             | Celtic                     | SP                         | 13         | 0          | CS+CdL          | 4+1             | 0               | -                  | -                  | -                  |            | -          | -          | 18     | 0      |
| Totale carriera            | Totale carriera            | Totale carriera            | 192        | 9          |                 | 22              | 2               |                    | 7                  | 0                  |            | -          | -          | 221    | 11     |

### Cronologia presenze e reti in nazionale
| Cronologia completa delle presenze e delle reti in nazionale ― Giappone | Cronologia completa delle presenze e delle reti in nazionale ― Giappone | Cronologia completa delle presenze e delle reti in nazionale ― Giappone | Cronologia completa delle presenze e delle reti in nazionale ― Giappone | Cronologia completa delle presenze e delle reti in nazionale ― Giappone | Cronologia completa delle presenze e delle reti in nazionale ― Giappone | Cronologia completa delle presenze e delle reti in nazionale ― Giappone | Cronologia completa delle presenze e delle reti in nazionale ― Giappone |
| Data                                                                    | Città                                                                   | In casa                                                                 | Risultato                                                               | Ospiti                                                                  | Competizione                                                            | Reti                                                                    | Note                                                                    |
| ----------------------------------------------------------------------- | ----------------------------------------------------------------------- | ----------------------------------------------------------------------- | ----------------------------------------------------------------------- | ----------------------------------------------------------------------- | ----------------------------------------------------------------------- | ----------------------------------------------------------------------- | ----------------------------------------------------------------------- |
| 21-6-2019                                                               | Porto Alegre                                                            | Uruguay                                                                 | 2 – 2                                                                   | Giappone                                                                | Coppa America 2019 - 1º turno                                           | -                                                                       | 87’                                                                     |
| 25-6-2019                                                               | Belo Horizonte                                                          | Ecuador                                                                 | 1 – 1                                                                   | Giappone                                                                | Coppa America 2019 - 1º turno                                           | -                                                                       |                                                                         |
| 19-7-2022                                                               | Kashima                                                                 | Giappone                                                                | 6 – 0                                                                   | Hong Kong                                                               | Coppa dell'Asia orientale 2022                                          | -                                                                       |                                                                         |
| 27-7-2022                                                               | Toyota                                                                  | Giappone                                                                | 3 – 0                                                                   | Corea del Sud                                                           | Coppa dell'Asia orientale 2022                                          | -                                                                       |                                                                         |
| Totale                                                                  |                                                                         | Presenze                                                                | 4                                                                       |                                                                         | Reti                                                                    | 0                                                                       |                                                                         |

| Cronologia completa delle presenze e delle reti in nazionale ― Giappone under 23 | Cronologia completa delle presenze e delle reti in nazionale ― Giappone under 23 | Cronologia completa delle presenze e delle reti in nazionale ― Giappone under 23 | Cronologia completa delle presenze e delle reti in nazionale ― Giappone under 23 | Cronologia completa delle presenze e delle reti in nazionale ― Giappone under 23 | Cronologia completa delle presenze e delle reti in nazionale ― Giappone under 23 | Cronologia completa delle presenze e delle reti in nazionale ― Giappone under 23 | Cronologia completa delle presenze e delle reti in nazionale ― Giappone under 23 |
| Data                                                                             | Città                                                                            | In casa                                                                          | Risultato                                                                        | Ospiti                                                                           | Competizione                                                                     | Reti                                                                             | Note                                                                             |
| -------------------------------------------------------------------------------- | -------------------------------------------------------------------------------- | -------------------------------------------------------------------------------- | -------------------------------------------------------------------------------- | -------------------------------------------------------------------------------- | -------------------------------------------------------------------------------- | -------------------------------------------------------------------------------- | -------------------------------------------------------------------------------- |
| 6-9-2019                                                                         | Celaya                                                                           | Messico under 23                                                                 | 0 – 0                                                                            | Giappone under 23                                                                | Amichevole                                                                       | -                                                                                | 38’                                                                              |
| 17-11-2019                                                                       | Hiroshima                                                                        | Giappone under 23                                                                | 0 – 2                                                                            | Colombia under 23                                                                | Amichevole                                                                       | -                                                                                | 62’                                                                              |
| 28-12-2019                                                                       | Nagasaki                                                                         | Giappone under 23                                                                | 9 – 0                                                                            | Giamaica under 23                                                                | Amichevole                                                                       | -                                                                                |                                                                                  |
| Totale                                                                           |                                                                                  | Presenze                                                                         | 3                                                                                |                                                                                  | Reti                                                                             | 0                                                                                |                                                                                  |

## Palmarès

### Club

#### Competizioni nazionali
- J3 League: 1

Oita Trinita: 2016
- Campionato giapponese: 1

Yokohama F·Marinos: 2022
- Campionato scozzese: 2

Celtic: 2022-2023, 2023-2024
- Coppa di Lega scozzese: 1

Celtic: 2022-2023
- Coppa di Scozia: 2

Celtic: 2022-2023, 2023-2024
- Football League One: 1

Birmingham City: 2024-2025

### Nazionale
- Campionato asiatico di calcio Under-19: 1

2016
- Coppa dell'Asia orientale: 1

2022

### Individuale
- Miglior giocatore del campionato giapponese: 1

2022
- Squadra del campionato giapponese: 1

2022